# إرنستو ناثان
ارنستو ناثان (5 أكتوبر 1848 - 9 أبريل 1921) سياسي إنكليزي وإيطالي من أبوين يهوديين. تقلد منصب عمدة روما في إيطاليا في الفترة من نوفمبر 1907 إلى ديسمبر 1913.